# بين غوردن
اسمه الكامل بينجامين أشينافي «بين» غوردن (بالإنجليزية: Benjamin Ashenafi "Ben" Gordon)‏ هو لاعب كرة سلة بريطاني أمريكي ولد في يوم 4 أبريل 1983 في مدينة لندن عاصمة المملكة المتحدة، يلعب غوردن في دوري الرابطة الوطنية لكرة السلة في الولايات المتحدة مع نادي أورلاندو ماجيك، بدأ غوردن اللعب مع منتخب بريطانيا لكرة السلة في 2008 وكان ضمن تشكيلة منتخب بريطانيا لكرة السلة في الألعاب الأولمبية الصيفية 2012 في لندن.

## روابط خارجية
- بين غوردن على موقع الاتحاد الدولي لكرة السلة (الإنجليزية)
- بين غوردن على موقع إن بي أي (الإنجليزية)
- بين غوردن على موقع سبورتس رفرنس (الإنجليزية)
- بين غوردن على موقع كرة السلة الأوروبية.كوم (الإنجليزية)
- بين غوردن على موقع كلية كرة السلة في سبورتس رفرنس.كوم (الإنجليزية)
- بين غوردن على موقع ريلجم (الإنجليزية)
- بين غوردن على موقع بروبوليرز (الإنجليزية)
- بين غوردن على موقع سبورتس رفرنس (الإنجليزية)